# Bernhard Struck
Bernhard Friedrich Eduard Struck (* 28. August 1888 in Heidelberg; † 8. Oktober 1971 in Jena) war ein deutscher Völkerkundler und Anthropologe.

## Leben
Struck studierte von 1906 bis 1911 Völkerkunde in Heidelberg und Berlin. Von 1913 bis 1915 war er wissenschaftlicher Mitarbeiter am Museum für Völker- und Tierkunde in Dresden und wurde danach bis 1919 zum Kriegsdienst eingezogen. Struck promovierte 1921 an der Universität Tübingen und wurde 1923 Kustos am Museum für Völker- und Tierkunde in Dresden. Struck habilitierte sich 1924, woraufhin er Privatdozent für Anthropologie und Völkerkunde an der TH Dresden wurde.
An der Hochschule lehrte er 1927 zunächst als Titularprofessor und von 1933 bis 1936 als außerordentlicher Professor für Anthropologie und Völkerkunde. Er unternahm mehrere Forschungsreisen, unter anderem mit Elly Beinhorn, und gehörte von 1927 bis 1933 dem wissenschaftlichen Beirat des Deutschen Hygiene-Museums an. Struck lehrte 1936 als außerordentlicher Professor und von 1937 bis 1955 als Professor und Leiter des Instituts für Anthropologie und Völkerkunde in Jena.
In der Zeit des Nationalsozialismus war er Mitglied des NS-Lehrerbundes, des Reichskolonialbundes, des Reichsbunds der Deutschen Beamten und des Reichsluftschutzbundes. Er war Mitherausgeber der Zeitschrift für Rassenkunde und hatte Kontakte zum SS-Ahnenerbe. Im November 1933 unterzeichnete er das Bekenntnis der deutschen Professoren zu Adolf Hitler.

## Werke (Auswahl)
- Anthropologie und Völkerkunde (ohne Jahr)
- Rassen, Völker und Sprachen Afrikas (ohne Jahr)
- Entwurf einer Übersichtskarte der Hauptsprachfamilien in Afrika, Bearbeitet und gezeichnet von Bernhard Struck, Berlin, D. Reimer, 1914  (ÖNB)
- Skizze der hamitischen Sprachgebiete in Aequatorial-Ostafrika, Entworfen und gezeichnet von Bernhard Struck, Berlin, E. S. Mittler, 1911. Aus: Mitteilungen aus den deutschen Schutzgebieten, Ergänzungsheft No. 4, 1911; Karte 3  (ÖNB)